# فرهنگ زبان‌آموز فارسی
| پشت جلد فرهنگ زبان‌آموز فارسی |  | فرهنگ زبان‌آموز فارسی |
| فرهنگ زبان‌آموز فارسی         |  | پشت جلد کتاب         |

فرهنگ زبان‌آموز فارسی فرهنگ لغتی است تدوین بهروز صفرزاده، با همکاری حمید حسنی، که در سال ۱۳۸۸ از سوی کانون زبان ایران در تهران چاپ و منتشر شده است. عنوان کامل کتاب، فرهنگ زبان‌آموز فارسی (برای زبان‌آموزان سطح مقدماتی) است و حجم آن ۱۲۳۰ صفحه در قطع وزیری بزرگ است.

این فرهنگ برای مخاطبانِ غیرفارسی‌زبان تألیف شده و دربرگیرندهٔ بیش از ۵٬۰۰۰ مدخل است. از ویژگی‌های بارزِ این کتاب، زبانِ ساده و روان، و همچنین ذکر مثال‌های گوناگونِ روشن و گویاست.
فرهنگ زبان‌آموز فارسی (برای زبان‌آموزان سطح مقدماتی)، در بیست‌وهشتمین دورهٔ کتاب سال، جایزهٔ «کتاب شایستهٔ تقدیر» را ازآنِ خود کرد.